# Edward Orlicki
Edward Orlicki (ur. 15 września 1919 w Kostrzynie Wielkopolskim, zm. 10 sierpnia 1981 w Poznaniu), księgarz polski, zasłużony pracownik poznańskiej Księgarni św. Wojciecha.
Po ukończeniu Szkoły Kupieckiej w Poznaniu odbył, równocześnie ze starszym bratem Janem Kazimierzem, trzyletni staż w oddziale Księgarni św. Wojciecha w Wilnie. Pozostał następnie w Wilnie jako starszy pomocnik księgarski w tym oddziale. W czasie wojny przez jakiś czas pracował w Litewskiej Księgarni "Spaudos Fundas", która przejęła majątek Księgarni św. Wojciecha. Był zaangażowany w działalność Armii Krajowej. Od 1944 kierował księgarnią Kazimierza Rutskiego.
W styczniu 1945 został aresztowany przez Rosjan i wywieziony do obozu pracy w ZSRR. Powrócił do Polski po trzech latach, podejmując ponownie pracę w Księgarni św. Wojciecha, ale już w jej poznańskiej siedzibie. Był samodzielnym księgarzem, przez wiele lat kierował Działem Teologicznym i Dewocyjnym.